# AK-101

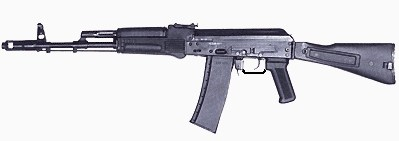
Een AK-101

De AK-101 (Russisch: Автомат Калашникова AK-101; Avtomat Kalasjnikova AK-101) is een machinegeweer uit de serie van Michail Kalasjnikov.
De AK-101 is ontworpen voor de exportmarkt en gebruikt 5,56×45mm NAVO-patronen. Dit kaliber is standaard voor alle NAVO-legers. De bedoeling van de AK-101 was de 5,56×45 NAVO-patronen te combineren met de bewezen degelijkheid van de kalasjnikov AK-47. Hierdoor werden westers georiënteerde landen mogelijke klanten. Het geweer is gemaakt van moderne (composiet)materialen, waaronder plastic, om het gewicht te verminderen. Veel verbetering in de AK-101 vindt men ook terug in de AK-103 en de rest van de AK-10X-serie.
De AK-101 heeft zowel een semiautomatische als een volautomatische modus. Het onderhoud van de AK-101 is hetzelfde als die van de AK-74. Op de AK-101 kunnen zowel Russische als Europese onderdelen gemonteerd worden. In de AK-101 passen zowel synthetische als metalen magazijnen voor dertig patronen. De loop van de AK-101 is 40 cm lang en lijkt op die van de AK-74.
Een veelgemaakte vergissing is dat de AK-101 het standaardwapen is voor Russische troepen, maar de AK-74M is nog steeds het Russische standaardwapen, hoewel de AN-94 gebruikt wordt door de Russische (Spetsnaz) special forces en de Russische politie.